# Pomocy (plakat)
Pomocy (ros. Помоги) – plakat propagandowy stworzony w 1921 roku przez radzieckiego grafika i rysownika Dmitrija Moora.

## Opis
Plakat Moora jest dramatyczną ilustracją klęski głodu w Rosji Sowieckiej, która rozpoczęła się wczesną wiosną 1921 i trwała do 1922 roku. Głód był wynikiem połączonych efektów suszy, skutków I wojny światowej, zaburzeń gospodarczych spowodowanych rewolucjami 1917 roku, wojny domowej i niepowodzeń rządowej polityki komunizmu wojennego. Głód który dotknął przede wszystkim Powołże i Ural, zabił około pięciu milionów ludzi.
Moor stworzył swój plakat pod koniec 1921 roku pod wrażeniem pierwszych wieści o głodzie w rejonie Powołża. Początkowo artysta przedstawił na swoim plakacie postać chłopa na tle sytuacji, które obserwował w głodujących wsiach. Ręce chłopa najpierw były wyciągnięte do przodu, następnie autor przedstawił chłopa który siedzi. Moor usunął całe niepotrzebne otoczenie i postawił na nogi postać głodującego mężczyzny, który jakby idzie wprost na widza. Plakat który miał wywołać jak największe emocje u widza, był wezwaniem do pomocy osobom dotkniętym głodem. 
Ubrany w stare i podarte ubranie bosy, głodny chłop ma ręce wzniesione do góry i otwarte usta, wołając o pomoc. Pomarszczona twarz starca pełna jest dramatyzmu, a jego muskularne ręce i nogi są wyczerpane katorżniczą pracą. Wyschnięty kłos zboża będący symbolem wypalonych jałowych stepów, suszy i śmierci zdaje się przebijać jego ciało. Ogromna postać wychudzonego starca błagającego o pomoc, jest zarówno rzeczywistością jak i wytworem wyobraźni przesiąkniętej grozą. Chłop jest prawdziwy i nierzeczywisty i dlatego jest straszny.